# Santa María del Tule
Santa María del Tule is een stad in de Mexicaanse staat Oaxaca. De plaats heeft 7831 inwoners (census 2005) en is de hoofdplaats van de gemeente Santa María del Tule.
Santa María is vooral bekend vanwege de tweeduizend jaar oude  Árbol del Tule, met een diameter van meer dan 11 meter de dikste boom ter wereld.